# Census-designated place
Unter der Bezeichnung census-designated place (CDP; deutsch „zu Statistikzwecken definiertes Siedlungsgebiet“) erfasst das United States Census Bureau im alle zehn Jahre stattfindenden United States Census politisch unselbstständige Gebiete, die aufgrund demografischer Merkmale von ihrer Umgebung unterschieden werden können. CDPs bekommen einen amtlichen Namen, sind aber keine Incorporated Places und daher keine Körperschaften.
Der Begriff wurde zur Volkszählung im Jahr 1980 eingeführt und löste den vorher verwendeten, nahezu identisch definierten Unincorporated place ab.

## Entwicklung
Die Basis für die Bevölkerungszählung in den USA waren seit jeher die Gemeinden (incorporated places), also die relativ zum County nächstniedrigere, politisch selbständige Verwaltungseinheit. In vielen Countys decken aber die Gemeinden nicht die gesamte Countyfläche ab. Besonders in den Bundesstaaten im Mittleren Westen und im Südwesten gibt es großflächige Gebiete, die keiner Gemeinde zugeordnet sind. Theoretisch kann ein County auch ganz ohne Gemeinden existieren.
Um diese Gebiete dennoch soziodemografisch bei der Volkszählung zu erfassen, werden sie vom Census Bureau als census-designated place ausgewiesen. Die Grenzen dieser CDPs werden in Zusammenarbeit mit örtlichen Behörden festgelegt und orientieren sich an den tatsächlichen Siedlungsstrukturen. Es sollen also durch die Einteilung der CDPs bestmöglich diejenigen Siedlungen abgebildet werden, die von der Bevölkerungsverteilung und von ortsähnlichen Strukturen her als solche erkennbar sind, aber politisch nicht selbständig sind. In sehr dünn besiedelten Gebieten sind die CDPs daher oft wenig aussagekräftig. Dem Ziel der Abbildung von Siedlungsstrukturen entsprechend kann die Einteilung je nach Siedlungsentwicklung von Zählung zu Zählung angepasst werden. Bis 1990 gab es Mindesteinwohnerzahlen sowie spezielle Ausnahmen für Indianerreservate. Zur Volkszählung 2000 wurden diese Regelungen abgeschafft.
Die von CDP abgedeckten Gebiete können unterschiedliche Ausprägungen haben. Neben den demographisch gleichartigen Gebieten gibt es Gebiete mit steuerlichen Sonderregelungen wie nicht inkorporierte Gebiete in Nevada, solche, die mit ganzen Towns oder Townships deckungsgleich sind, dies gibt es in Neuengland sowie im mittleren Westen, Siedlungen innerhalb von Towns oder Townships, Verwaltungszentren oder -sitze sowie anderweitig nicht abgegrenzte Siedlungen mit einem Bedarf an statistischen Daten. Die Abgrenzung zwischen rechtlichen und statistischen Einheiten ist nicht immer möglich. Die nicht-inkorporierten Towns in Nevada sind rechtlich anerkannt, sie haben definierte Gebiete und Verwaltungen. CDPs können auch auf eine rechtliche Person bezogen sein wie eine Hausbesitzervereinigung oder einen Wohnkomplex einer Universität.

## ZIP Code Tabulation Areas
Da die Aussagekraft der census-designated places in besonders dünn besiedelten Gebieten gering ist, wertete das Census Bureau nach der Volkszählung 2000 erstmals und erneut nach dem Census 2010 die Daten auch nach den als ZIP-Code bezeichneten Postleitzahlen aus. Da die Postbezirke nicht systematisch an Gemeinde-, County- und in wenigen Fällen nicht einmal an Staatsgrenzen orientiert sind, sind die Ergebnisse dieser Auswertung nicht direkt mit den sonstigen Bevölkerungsdaten vergleichbar. Außerdem werden ZIP-Codes vergleichsweise häufig neu zugeschnitten, so dass die Zuordnung nur den aktuellen Stand wiedergibt.